# Вознюк Артем Леонідович
Артем Леонідович Вознюк (нар. 21 листопада 1969; Одеса, УРСР) — одеський медіамагнат, власник «Просто Раді.О» та мережі великих кінотеатрів «Одеса-Кіно» у Києві, Одесі, Дніпрі та Кривому Розі. Захисник російської мови та прихильник надання їй статусу другої державної в Україні. Неодноразово відмічений в українофобії та має відверті проросійські погляди.

## Життєпис
Народився у 1969 році в Одесі. Три роки служив в лавах Радянської армії. Генеральний директор ТОВ «Раді. О».

## Українофобські погляди
У 2006 році Вознюк був одним з найзапекліших противників впровадження обов'язкового українського дублювання в кінотеатрах України. Зокрема, у 2007 році, Вознюк — власник мережі «Одеса-кіно», відмовився підписувати меморандум Міністерства культури та туризму України «Щодо дублювання фільмів українською мовою» і заявив, що вимагає повернення російського дубляжу в кінотеатри Одеси.
Пізніше, у 2010-му, незабаром після скасування урядом Миколи Азарова обов'язкового дублювання іноземних фільмів українською та дозволом дублювання їх російською, мережа «Одеса-кіно» одна з перших перестала показувати фільми з українським дубляжем та відновила покази фільмів з російським озвученням, а через декілька років, у 2012, Вознюк заявив, що в зв'язку з скасуванням обов'язкового українського дубляжу, він планує показувати якомога більше кінострічок дубльованих російською у своїй кіномережі «Одеса-кіно».

У розмові з відомою одеською блогеркою Іриною Медушевською заявив: 
|  | «Нічого, нічого, наші зараз увійдуть в місто ...» |

Серед одіозних заяв Вознюка є й заклик «воювати за російську мову, якщо буде потрібно». Вознюк вважає україномовних «нациками, яких треба гнати поганою мітлою».